# Panolis pini
Panolis pini är en fjärilsart som beskrevs av De Villers 1789. Panolis pini ingår i släktet Panolis och familjen nattflyn. Inga underarter finns listade i Catalogue of Life.